# Eric Lemming
Eric Otto Valdemar Lemming (Göteborg, Svédország, 1880. február 22. –  Göteborg, 1930. június 5.) háromszoros olimpiai bajnok svéd gerelyhajító. Több dobószámban és kötélhúzásban is indult még az olimpiákon. Részt vett az 1906-os most már nem hivatalos olimpián is és ott is szerzett érmeket de ezek nem számítanak a többihez.
Az 1900. évi nyári olimpiai játékokon 6 atlétika számban is indult: magasugrás, távolugrás, rúdugrás, hármasugrás, diszkoszvetés, kalapácsvetés. Egyikben sem nyert érmet.
Legközelebb csak az 1906. évi nyári olimpiai játékokon indult, amit ma már nem hivatalos olimpiaként tartanak számon, ezért az itt nyert érmek nem számítanak a nagy összesítésbe. Összesen 9 versenyszámban indult: kötélhúzásban bronzérmet nyert. 8 atlétika számban indult: távolugrás helyből, hármasugrás, súlylökés (bronzérem), kőhajítás, diszkoszvetés, antik stílusú diszkoszvetés, gerelyhajítás (aranyérem), ötpróba.
Két évvel később, az 1908. évi nyári olimpiai játékokon felért a csúcsra. 5 atlétika számban indult és a kétféle gerelyhajításban (gerelyhajítás, gerelyhajítás szabadfogással) olimpiai bajnok lett. A többi dobószámban (diszkoszvetés, antik stílusú diszkoszvetés, kalapácsvetés) nem nyert érmet.
Utolsó olimpiáján, az 1912. évi nyári olimpiai játékokon már csak 3 atlétikai versenyen indult és gerelyhajításban megvédte címét. kétkezes diszkoszvetésben és kétkezes gerelyhajításban nem szerzett érmet.